# Gunter Preuß

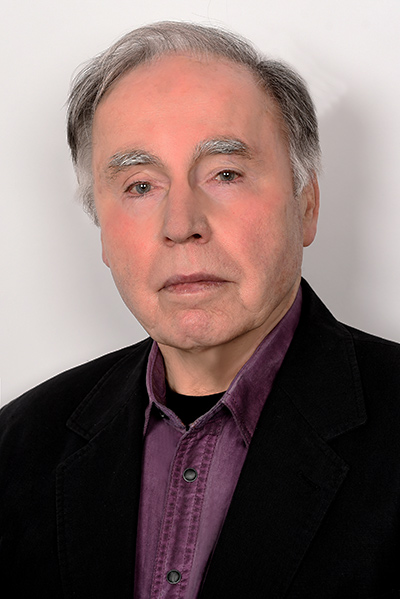
Gunter Preuß, 2020

Gunter Preuß (* 15. September 1940 in Leipzig; † 12. Juni 2025) war ein deutscher Schriftsteller.

## Leben
Gunter Preuß war der zweite Sohn einer sächsischen Hausangestellten und eines schlesischen Metzgers. Nach der Flucht aus Schlesien verbrachte Preuß seine Kindheit in seiner Geburtsstadt Leipzig und zeitweise in einem Auendorf bei Halle (Saale). Er absolvierte die Grundschule und von 1954 bis 1957 eine Ausbildung zum Fernmeldemechaniker. Danach verschiedene Tätigkeiten und Leistungssport (Judo) an der DHfK Leipzig. Er studierte von 1960 bis 1962 an der Ostberliner Fachschule für Artistik, kehrte nach Leipzig zurück und arbeitete an der Karl-Marx-Universität als Fernmeldetechniker.
Nach ersten Veröffentlichungen von Kurzgeschichten in Zeitschriften und Literatur-Magazinen wurde Preuß Mitglied der Arbeitsgemeinschaft Junger Autoren. Von 1970 bis 1974 studierte er am Literaturinstitut „Johannes R. Becher“ in Leipzig und lebte dann als freischaffender Schriftsteller. Als Mitglied des Schriftstellerverbandes der DDR war er im Leipziger Vorstand für Werkstattarbeit (die Vorstellung neuer Manuskripte) verantwortlich. Von 1986 bis 1988 unterrichtete er als Oberassistent am Literaturinstitut im Fach Prosa und war danach wieder freischaffend tätig.
Nach Buchveröffentlichungen in DDR-Verlagen wie Verlag Neues Leben und Kinderbuchverlag Berlin sowie nach 1989 u. a. auch bei Erika Klopp Verlag, Loewe Verlag und Ravensburger veröffentlichte er seit 2004 daneben auch Original- und Neuausgaben als Selbstpublikationen im Engelsdorfer Verlag und über neobooks (HeRaS Verlag).
Preuß war Mitglied des PEN-Zentrums Deutschland und gehörte dem Verband Deutscher Schriftsteller an. Er lebte in Leipzig-Lützschena.

## Werke (Auswahl)

### Erzählungen und Romane
- Die Grasnelke. Kurzgeschichten. Verlag Neues Leben, 1973. Bestell-Nr. 641 6597.
- Die großen bunten Wiesen. Erzählungen. Verlag Neues Leben, 1976. Bestell-Nr. 642 197 8.
- Verbotene Türen. Kurzgeschichten. Verlag Neues Leben, 1985. Bestell-Nr. 643 790 2.
- Nimm Abschied und gesunde. Roman. Verlag Neues Leben, 1985, ISBN 3-355-00256-9.
- Spiegelscherben. Erzählungen. Verlag Neues Leben, 1986, ISBN 3-355-00150-3.
- Frau Butzmann und ihre Söhne. Erzählung. Verlag Neues Leben, 1987, ISBN 3-355-00378-6.
- Briefe an die Geliebte. Roman in fünf Erzählungen. Verlag Neues Leben, 1989, ISBN 3-355-00660-2.
- Tödliches Grün. Eine Ferienidylle. tabu-Verlag, 1997, ISBN 3-89692-112-6.
- Die Schule auf dem Baum. Drei Blicke ins Grün. Middelhauve Literatur, 1997, ISBN 3-7876-9672-5.
- Der 884. Montag. Roman eines Rebellen. Verlag Faber & Faber, 1999, ISBN 3-932545-28-1.
- Gesichter und Masken. Gespräche aus der Dunkelkammer. Verlag DIE SCHEUNE, 1999, ISBN 3-931684-30-X.
- Aus der eigenen Haut. Erzählungen. Middelhauve, 2000, ISBN 3-7876-9701-2.
- Grauer. Künstlernovelle. Middelhauve, 2001, ISBN 3-7876-9716-0.
- Vom armen Schwein. Eine deutsch-deutsche Groteske. dr. ziethen verlag, 2003, ISBN 3-935358-66-0.
- Zwei im Spinnennetz. Roman. Projekte-Verlag, 2006, ISBN 3-86634-080-X.
- Fußspuren werde ich hinterlassen. Texte fürs Hörspiel, Theater und Fernsehen. Selbstpublikation. Engelsdorfer Verlag – pernobilis, 2009, ISBN 978-3-86901-588-0.
- Die Gewalt des Sommers. Roman. Lychatz Verlag, 2012, ISBN 978-3-942929-05-9.
- Und wenn ich sterben sollte. Roman einer Jugend. (Überarbeitete Auflage von Nimm Abschied und gesunde, 1985). HeRaS Verlag, 2017, ISBN 978-3-95914-129-1.
- Berührungen. Ausgewählte Kurzprosa. HeRaS-Verlag, 2020, ISBN 978-3-95914-204-5.

### Kinder- und Jugendliteratur
- Jo spannt den Wagen an. 1972.
- Julia. Roman, Jugendroman. 1976.
- Der hölzerne Kuckuck. 1977.
- Tschomolungma. Kinderbuch. 1981.
- Feen sterben nicht. Erzählung für Kinder. 1985.
- Winternachtsmärchen. Kinderbuch. 1985.
- Annabella und der große Zauberer. Kinderbuch. 1986.
- Vertauschte Bilder. Erzählung. 1991.
- Hochzeitmachen, das ist wunderschön. 1991.
- Die kleine Hexe Toscanella. Kinderbuch. Arena Verlag, Würzburg 1993, ISBN 3-401-07131-9.
- Tomkin der Bär. Kinderbuch. 1993.
- Schnurz, so ein Hundeleben. Kinderbuch. 1993.
- Ajax, ein Hund für einen Fall. Kinderbuch. Kinderbuchverlag, Berlin 1993, ISBN 3-358-02123-8.
- Stein in meiner Faust. Jugendroman. 1993.
- Das Geheimnis des blauen Lichts. Kinderbuch. 1994.
- Alle jagenZick Zack Kinderbuch. 1994, ISBN 3-358-02124-6.
- Paule Enterhaken. Kinderbuch. 1995.
- Wie ein Vogel aus dem Ei. Jugendroman. 1998.
- Die Falle. Erzählung. 2000.
- Betreten auf eigene Gefahr! Schulgeschichten. 2004, ISBN 3-931445-19-4.
- Niccolò und die drei Schönen. Roman für Kinder. Selbstpublikation. Engelsdorfer Verlag, Leipzig 2006, ISBN 978-3-939404-30-9.
- Lilli unterm roten Hut. Kinderbuch. Plöttner Verlag, Leipzig 2007, ISBN 978-3-938442-21-0.
- Hexensprüche für Menschenkinder. Selbstpublikation. Engelsdorfer Verlag, Leipzig 2007, ISBN 978-3-86703-643-6.bs
- Fliegen ohne Flügel. Kinderbuch. 2011.
- Dreie kommen durch die Welt. Kinderbuch. 2014.
- Neues von Gretel und Hänsel – eine Geschichte für Kinder und Eltern. Illustrationen: Simone Weiland. Selbstpublikation. Engelsdorfer Verlag, Leipzig 2021, ISBN 978-3-96940-108-8.

### Aphorismen
- Treibholz. 1990.
- Kieselsteine. 1998.
- Vogelfedern. 2003.
- Clownstränen. 2007.
- Kunststücke. 2011.
- Karambolagen. HeRaS Verlag, 2016, ISBN 978-3-95914-040-9.
- Kurzwaren. Epigramme, Aphorismen, Limericks. HeRaS Verlag, Göttingen 2020, ISBN 978-3-95914-212-0
- Vor Toresschluss. Mit Zeichnungen von Dietrich Wenzel. Passage Verlag. Leipzig 2022, ISBN 978-3-95415-127-1

### Gedichte
- Wenn ich ein weißer Dampfer wär. 2000.
- Mit den Augen der Nacht. 2003.
- Fang mich doch! 2006.
- Träum was Schönes – Verse zur guten Nacht Plöttner Verlag, Leipzig 2007, ISBN 978-3-938442-26-5.
- Hexensprüche. 2008.
- Augenblicke. 2011.
- Seine Majestät lässt bitten! Nach Camille Saint-Saȅns Karneval der Tiere. Selbstpublikation. Engelsdorfer Verlag, Leipzig 2014, ISBN 978-3-95744-356-4.
- Wer lesen kann, der hat gut lachen. Illustrator: Klaus Ensikat. 2015, ISBN 978-3-89603-465-6.
- Unsre lieben Kinder: Kleines Schwarzbuch. Selbstpublikation. Engelsdorfer Verlag, Leipzig 2016, ISBN 978-3-96008-261-3.
- Die Struwwelpetra. Illustrator: Egbert Herfurth. 2016, ISBN 978-3-942929-42-4.
- Rügener Gesichter, Inselgedichte eines Festländers. 2017, ISBN 978-3-95914-145-1.

### Theaterstücke
- Muzelkopp, 1977
- Das große Zwergenspiel, 1988 (Theater der Zeit, Abdruck 07/1988).
- Des großen Zauberers Haus, 1996 (zusammen mit Felicitas Loewe).
- Am Marterpfahl. Kurzschluss. Vom Kater, der Maus und vierzehn Schweinsohren, 1999.
- Das kleine Hexeneinmaleins, Kindermusical, 2003.
- Stein in meiner Faust, 2008.
- Die kleine Hexe Toscanella, Figurentheater 2017.

### Fernsehfilme
- Ein verdammt wunderschöner Tag. 1976.
- Hochzeitsreise. 1979.
- Große Liebe gesucht. 1989.
- mehrere Trickfilme

### Hörspiele
- Ein Tag aus dem Leben des Ulli Ferch. 1974.
- Robbes Kampf um Vineta. 1975.
- Tschomolungma. 1980.
- Margit mit der Stupsnase. 1986.
- Geisterstunde. 1992.
- Gefangen. 1993.
- Der rastlose Maui. 1994.
- Segelohr. 1995.
- Das Messer. 1997.
- Der Zusammenstoß. 1998.
- Alles paletti. 2008.

### Essays
- Rufe in die Wüste. Aufsätze und Interviews. 2009, ISBN 978-3-95914-035-5.
- Pyrrhussiege, Betrachtung und Zwiegespräch. 2013, ISBN 978-3-931445-20-1.
- Mensch, Mensch – ein vorhergesagter Nachruf. 2018, ISBN 978-3-95415-080-9.

### Herausgeberschaft
- Nicht allein im Rosental – Leipzig in Wort und Bild erzählt von seinen Schriftstellern und Malern. 1989.

## Auszeichnungen
- Erich-Weinert-Medaille 1976
- Kunstpreis der Stadt Leipzig 1979
- Alex-Wedding-Preis der Akademie der Künste 1986
- Brüder-Grimm-Preis des Landes Berlin 1999
- Gellert-Preis 2000